# Bandera d'Oliola
La bandera oficial d'Oliola té la descripció següent:
Bandera apaïsada de proporcions dos d'alt per tres de llarg, verda clara, groga i porpra, dividida verticalment en parts igualment proporcionals.
Els colors es basen en els de l'escut heràldic de la localitat.

## Història
Va ser aprovada el 14 d'abril del 1997 i publicada al DOGC núm. 2392 el 15 de maig del 1997.